# Campionato europeo maschile under 18 di pallavolo 2018
Il campionato europeo maschile under 18 di pallavolo 2018 si è svolto dal 7 al 15 aprile 2018 a Zlín, in Repubblica Ceca, e Púchov, in Slovacchia: al torneo hanno partecipato dodici squadre nazionali under 18 europee e la vittoria finale è andata per la prima volta alla Germania.

## Qualificazioni
Al torneo hanno partecipato: le nazionali dei due paesi organizzatori e dieci nazionali qualificate tramite il torneo di qualificazione.

## Impianti
|                                                           |                                                        |  |
|                                                           |                                                        |  |
| Sportovní Hala Città: Zlín Capienza: - Anno d'apertura: - | sTC Aréna Città: Púchov Capienza: - Anno d'apertura: - |  |

## Regolamento

### Formula
Le squadre hanno disputato una prima fase a gironi con formula del girone all'italiana; al termine della prima fase:
- Le prime due classificate di ogni girone hanno acceduto alla fase finale per il primo posto strutturata in semifinali, finale per il terzo posto e finale.
- La seconda e la terza classificata di ogni girone hanno acceduto alla finale per il quinto posto strutturata in semifinali, finale per il settimo posto e finale per il quinto posto.

### Criteri di classifica
Se il risultato finale è stato di 3-0 o 3-1 sono stati assegnati 3 punti alla squadra vincente e 0 a quella sconfitta, se il risultato finale è stato di 3-2 sono stati assegnati 2 punti alla squadra vincente e 1 a quella sconfitta.
L'ordine del posizionamento in classifica è stato definito in base a:
- Numero di partite vinte;
- Punti;
- Ratio dei set vinti/persi;
- Ratio dei punti realizzati/subiti;
- Risultati degli scontri diretti.

## Squadre partecipanti
| Squadra     | Qualificazione                            | Ultima partecipazione        |
| ----------- | ----------------------------------------- | ---------------------------- |
| Belgio      | 2ª al torneo di qualificazione (girone G) | / Ungheria e Slovacchia 2017 |
| Bielorussia | 1ª al torneo di qualificazione (girone D) | Paesi Bassi 2009             |
| Bulgaria    | 1ª al torneo di qualificazione (girone E) | / Ungheria e Slovacchia 2017 |
| Francia     | 2ª al torneo di qualificazione (girone E) | / Ungheria e Slovacchia 2017 |
| Germania    | 1ª al torneo di qualificazione (girone G) | Turchia 2015                 |
| Grecia      | 1ª al torneo di qualificazione (girone A) | Turchia 2011                 |
| Italia      | 1ª al torneo di qualificazione (girone C) | / Ungheria e Slovacchia 2017 |
| Rep. Ceca   | Paese organizzatore                       | / Ungheria e Slovacchia 2017 |
| Russia      | 1ª al torneo di qualificazione (girone F) | / Ungheria e Slovacchia 2017 |
| Slovacchia  | Paese organizzatore                       | / Ungheria e Slovacchia 2017 |
| Turchia     | 1ª al torneo di qualificazione (girone B) | / Ungheria e Slovacchia 2017 |
| Ucraina     | 2ª al torneo di qualificazione (girone B) | Turchia 2011                 |

## Torneo

### Fase a gironi
| Girone I    | Girone II  |
| ----------- | ---------- |
| Bielorussia | Belgio     |
| Bulgaria    | Francia    |
| Germania    | Italia     |
| Grecia      | Russia     |
| Rep. Ceca   | Slovacchia |
| Turchia     | Ucraina    |

#### Girone I

##### Risultati
| 7 aprile 2018 Sportovní Hala, Zlín Durata: 1h:51 - Spettatori: 50   | Bielorussia | 1 - 3 | Turchia     | 18-25, 23-25, 25-19, 22-25        |
| 7 aprile 2018 Sportovní Hala, Zlín Durata: 1h:11 - Spettatori: 650  | Rep. Ceca   | 3 - 0 | Grecia      | 25-21, 25-17, 25-19               |
| 7 aprile 2018 Sportovní Hala, Zlín Durata: 1h:18 - Spettatori: 200  | Bulgaria    | 0 - 3 | Germania    | 17-25, 28-30, 18-25               |
| 8 aprile 2018 Sportovní Hala, Zlín Durata: 1h:44 - Spettatori: 50   | Grecia      | 3 - 1 | Turchia     | 19-25, 25-22, 26-24, 25-17        |
| 8 aprile 2018 Sportovní Hala, Zlín Durata: 1h:58 - Spettatori: 700  | Rep. Ceca   | 2 - 3 | Bulgaria    | 19-25, 25-21, 18-25, 25-18, 9-15  |
| 8 aprile 2018 Sportovní Hala, Zlín Durata: 1h:50 - Spettatori: 120  | Germania    | 3 - 1 | Bielorussia | 25-19, 29-31, 25-19, 25-19        |
| 9 aprile 2018 Sportovní Hala, Zlín Durata: 2h:01 - Spettatori: 50   | Bulgaria    | 3 - 2 | Grecia      | 22-25, 25-19, 26-24, 22-25, 15-13 |
| 9 aprile 2018 Sportovní Hala, Zlín Durata: 2h:02 - Spettatori: 700  | Bielorussia | 2 - 3 | Rep. Ceca   | 25-22, 21-25, 20-25, 25-16, 16-18 |
| 9 aprile 2018 Sportovní Hala, Zlín Durata: 2h:04 - Spettatori: 170  | Turchia     | 2 - 3 | Germania    | 17-25, 22-25, 25-17, 25-19, 16-18 |
| 11 aprile 2018 Sportovní Hala, Zlín Durata: 1h:08 - Spettatori: 75  | Bulgaria    | 0 - 3 | Bielorussia | 17-25, 16-25, 21-25               |
| 11 aprile 2018 Sportovní Hala, Zlín Durata: 1h:48 - Spettatori: 800 | Rep. Ceca   | 1 - 3 | Turchia     | 23-25, 22-25, 25-20, 22-25        |
| 11 aprile 2018 Sportovní Hala, Zlín Durata: 1h:54 - Spettatori: 100 | Grecia      | 2 - 3 | Germania    | 19-25, 25-21, 25-17, 19-25, 5-15  |
| 12 aprile 2018 Sportovní Hala, Zlín Durata: 1h:26 - Spettatori: 100 | Turchia     | 0 - 3 | Bulgaria    | 22-25, 22-25, 29-31               |
| 12 aprile 2018 Sportovní Hala, Zlín Durata: 1h:30 - Spettatori: 200 | Bielorussia | 3 - 1 | Grecia      | 16-25, 25-17, 25-14, 25-12        |
| 12 aprile 2018 Sportovní Hala, Zlín Durata: 1h:42 - Spettatori: 800 | Germania    | 1 - 3 | Rep. Ceca   | 16-25, 22-25, 25-23, 22-25        |

##### Classifica
| Pos | Squadra     | Pt | G | V | P | SV | SP | Ratio | PF  | PS  | Ratio |
| --- | ----------- | -- | - | - | - | -- | -- | ----- | --- | --- | ----- |
| 1   | Germania    | 10 | 5 | 4 | 1 | 13 | 8  | 1.625 | 476 | 447 | 1.064 |
| 2   | Rep. Ceca   | 9  | 5 | 3 | 2 | 12 | 9  | 1.333 | 467 | 448 | 1.042 |
| 3   | Bulgaria    | 7  | 5 | 3 | 2 | 9  | 10 | 0.900 | 412 | 430 | 0.958 |
| 4   | Bielorussia | 7  | 5 | 2 | 3 | 10 | 10 | 1.000 | 449 | 426 | 1.054 |
| 5   | Turchia     | 7  | 5 | 2 | 3 | 9  | 11 | 0.818 | 455 | 460 | 0.989 |
| 6   | Grecia      | 5  | 5 | 1 | 4 | 8  | 13 | 0.615 | 419 | 467 | 0.897 |

#### Girone II

##### Risultati
| 7 aprile 2018 sTC Aréna, Púchov Durata: 1h:06 - Spettatori: 100  | Ucraina    | 0 - 3 | Italia     | 17-25, 22-25, 15-25               |
| 7 aprile 2018 sTC Aréna, Púchov Durata: 1h:09 - Spettatori: 300  | Slovacchia | 0 - 3 | Russia     | 23-25, 17-25, 12-25               |
| 7 aprile 2018 sTC Aréna, Púchov Durata: 1h:30 - Spettatori: 100  | Belgio     | 3 - 1 | Francia    | 25-17, 17-25, 25-8, 25-18         |
| 8 aprile 2018 sTC Aréna, Púchov Durata: 1h:40 - Spettatori: 200  | Italia     | 3 - 1 | Russia     | 25-20, 17-25, 25-21, 25-23        |
| 8 aprile 2018 sTC Aréna, Púchov Durata: 1h:18 - Spettatori: 350  | Francia    | 3 - 0 | Slovacchia | 25-17, 25-21, 26-24               |
| 8 aprile 2018 sTC Aréna, Púchov Durata: 1h:07 - Spettatori: 100  | Ucraina    | 0 - 3 | Belgio     | 17-25, 20-25, 14-25               |
| 9 aprile 2018 sTC Aréna, Púchov Durata: 1h:08 - Spettatori: 30   | Russia     | 3 - 0 | Francia    | 25-19, 25-15, 25-20               |
| 9 aprile 2018 sTC Aréna, Púchov Durata: 2h:06 - Spettatori: 100  | Slovacchia | 2 - 3 | Ucraina    | 16-25, 26-28, 25-20, 27-25, 11-15 |
| 9 aprile 2018 sTC Aréna, Púchov Durata: 1h:19 - Spettatori: 140  | Belgio     | 0 - 3 | Italia     | 18-25, 23-25, 18-25               |
| 11 aprile 2018 SsTC Aréna, Púchov Durata: 1h:10 - Spettatori: 50 | Ucraina    | 0 - 3 | Russia     | 18-25, 14-25, 13-25               |
| 11 aprile 2018 sTC Aréna, Púchov Durata: 1h:15 - Spettatori: 200 | Belgio     | 3 - 0 | Slovacchia | 25-21, 25-18, 25-21               |
| 11 aprile 2018 sTC Aréna, Púchov Durata: 1h:05 - Spettatori: 90  | Italia     | 3 - 0 | Francia    | 25-18, 25-19, 25-15               |
| 12 aprile 2018 sTC Aréna, Púchov Durata: 1h:12 - Spettatori: 50  | Russia     | 3 - 0 | Belgio     | 25-13, 25-22, 25-22               |
| 12 aprile 2018 sTC Aréna, Púchov Durata: 1h:39 - Spettatori: 100 | Francia    | 3 - 1 | Ucraina    | 23-25, 25-23, 25-15, 25-20        |
| 12 aprile 2018 sTC Aréna, Púchov Durata: 1h:05 - Spettatori: 140 | Slovacchia | 0 - 3 | Italia     | 11-25, 12-25, 20-25               |

##### Classifica
| Pos | Squadra    | Pt | G | V | P | SV | SP | Ratio  | PF  | PS  | Ratio |
| --- | ---------- | -- | - | - | - | -- | -- | ------ | --- | --- | ----- |
| 1   | Italia     | 15 | 5 | 5 | 0 | 15 | 1  | 15.000 | 392 | 297 | 1.319 |
| 2   | Russia     | 12 | 5 | 4 | 1 | 13 | 3  | 4.333  | 389 | 300 | 1.296 |
| 3   | Belgio     | 9  | 5 | 3 | 2 | 9  | 7  | 1.285  | 358 | 329 | 1.088 |
| 4   | Francia    | 6  | 5 | 2 | 3 | 7  | 10 | 0.700  | 348 | 387 | 0.899 |
| 5   | Ucraina    | 2  | 5 | 1 | 4 | 4  | 14 | 0.285  | 346 | 428 | 0.808 |
| 6   | Slovacchia | 1  | 5 | 0 | 5 | 2  | 15 | 0.133  | 322 | 414 | 0.777 |

### Fase finale

#### Finali 1º e 3º posto
|  | Semifinali | Semifinali | Semifinali |           |          | Finale 1º/2º posto | Finale 1º/2º posto | Finale 1º/2º posto |  |
|  |            |            |            |           |          |                    |                    |                    |  |
|  | Germania   | Germania   | 3          |           |          |                    |                    |                    |  |
|  | Germania   | Germania   | 3          |           |          |                    |                    |                    |  |
|  | Russia     | Russia     | 0          |           |          |                    |                    |                    |  |
|  | Russia     | Russia     | 0          |           | Germania | Germania           | 3                  |                    |  |
|  |            |            |            |           | Germania | Germania           | 3                  |                    |  |
|  |            |            | Rep. Ceca  | Rep. Ceca | 0        |                    |                    |                    |  |
|  | Italia     | Italia     | Rep. Ceca  | Rep. Ceca | 0        | 2                  |                    |                    |  |
|  | Italia     | Italia     |            |           |          | 2                  |                    |                    |  |
|  | Rep. Ceca  | Rep. Ceca  | 3          |           |          | Finale 3º/4º posto | Finale 3º/4º posto | Finale 3º/4º posto |  |
|  | Rep. Ceca  | Rep. Ceca  | 3          |           |          |                    |                    |                    |  |
|  |            |            |            |           |          |                    |                    |                    |  |
|  |            |            |            |           |          | Russia             | Russia             | 1                  |  |
|  |            |            |            |           |          | Russia             | Russia             | 1                  |  |
|  |            |            |            |           |          | Italia             | Italia             | 3                  |  |

##### Semifinali
| 14 aprile 2018 Sportovní Hala, Zlín Durata: 1h:10 - Spettatori: 500  | Germania | 3 - 0 | Russia    | 25-23, 25-13, 25-18               |
| 14 aprile 2018 Sportovní Hala, Zlín Durata: 1h:57 - Spettatori: 1500 | Italia   | 2 - 3 | Rep. Ceca | 25-21, 19-25, 25-19, 15-25, 13-15 |

##### Finale 3º posto
| 15 aprile 2018 Sportovní Hala, Zlín Durata: 1h:45 - Spettatori: 450 | Russia | 1 - 3 | Italia | 22-25, 25-23, 23-25, 17-25 |

##### Finale
| 15 aprile 2018 Sportovní Hala, Zlín Durata: 1h:19 - Spettatori: 2500 | Germania | 3 - 0 | Rep. Ceca | 26-22, 25-17, 25-20 |

#### Finali 5º e 7º posto
|  | Semifinali  | Semifinali  | Semifinali  |             |          | Finale 5º/6º posto | Finale 5º/6º posto | Finale 5º/6º posto |  |
|  |             |             |             |             |          |                    |                    |                    |  |
|  | Bulgaria    | Bulgaria    | 3           |             |          |                    |                    |                    |  |
|  | Bulgaria    | Bulgaria    | 3           |             |          |                    |                    |                    |  |
|  | Francia     | Francia     | 0           |             |          |                    |                    |                    |  |
|  | Francia     | Francia     | 0           |             | Bulgaria | Bulgaria           | 1                  |                    |  |
|  |             |             |             |             | Bulgaria | Bulgaria           | 1                  |                    |  |
|  |             |             | Bielorussia | Bielorussia | 3        |                    |                    |                    |  |
|  | Bielorussia | Bielorussia | Bielorussia | Bielorussia | 3        | 3                  |                    |                    |  |
|  | Bielorussia | Bielorussia |             |             |          | 3                  |                    |                    |  |
|  | Belgio      | Belgio      | 1           |             |          | Finale 7º/8º posto | Finale 7º/8º posto | Finale 7º/8º posto |  |
|  | Belgio      | Belgio      | 1           |             |          |                    |                    |                    |  |
|  |             |             |             |             |          |                    |                    |                    |  |
|  |             |             |             |             |          | Francia            | Francia            | 2                  |  |
|  |             |             |             |             |          | Francia            | Francia            | 2                  |  |
|  |             |             |             |             |          | Belgio             | Belgio             | 3                  |  |

##### Semifinali
| 14 aprile 2018 Sportovní Hala, Zlín Durata: 1h:15 - Spettatori: 125 | Bulgaria    | 3 - 0 | Francia | 29-27, 25-22, 25-19        |
| 14 aprile 2018 Sportovní Hala, Zlín Durata: 1h:43 - Spettatori: 150 | Bielorussia | 3 - 1 | Belgio  | 25-20, 22-25, 25-22, 26-24 |

##### Finale 7º posto
| 15 aprile 2018 Sportovní Hala, Zlín Durata: 1h:49 - Spettatori: 100 | Francia | 2 - 3 | Belgio | 25-22, 25-23, 12-25, 18-25, 13-15 |

##### Finale 5º posto
| 15 aprile 2018 Sportovní Hala, Zlín Durata: 1h:36 - Spettatori: 60 | Bulgaria | 1 - 3 | Bielorussia | 25-22, 19-25, 19-25, 19-25 |

## Podio

### Campione
Formazione: 2 Jason Lieb, 3 Moritz Eckardt, 5 Simon Pfretzschner, 6 Jan Breburda, 7 Maximilian Kersting, 9 Filip John, 10 Erik Röhrs, 11 Simon Torwie, 12 Julian Hoyer, 13 Ben Stoverink, 14 Tobias Hosch, 20 Jan Kolakowski, CT: Matus Kalny

### Secondo posto
Formazione: 2 Matyas Džavoronok, 3 Petr Špulák, 4 Matouš Drahoňovský, 7 Radek Baláž, 8 Šimon Kubrycht, 10 Jiří Mikulenka, 11 Lubomir Staněk, 12 Ladislav Toman, 13 Jan Vodička, 14 Tomáš Hendrich, 16 Dominik Medek, 20 Tomáš Míšek, CT: Jiří Zach

### Terzo posto
Formazione: 1 Alessandro Michieletto, 2 Leonardo Ferrato, 3 Piervito Disabato, 5 Damiano Catania, 6 Ludovico Scardia, 7 Francesco Leoni, 8 Alberto Pol, 9 Tommaso Stefani, 10 Alessandro Gianotti, 11 Gianluca Dal Corso, 16 Paolo Porro, 18 Nicola Cianciotta, CT: Vincenzo Fanizza

## Classifica finale
| Pos | Squadra     | Qualificazione                    |
| --- | ----------- | --------------------------------- |
|     | Germania    | Campionato mondiale under 19 2019 |
|     | Rep. Ceca   | Campionato mondiale under 19 2019 |
|     | Italia      | Campionato mondiale under 19 2019 |
| 4   | Russia      | Campionato mondiale under 19 2019 |
| 5   | Bielorussia | Campionato mondiale under 19 2019 |
| 6   | Bulgaria    | Campionato mondiale under 19 2019 |
| 7   | Belgio      |                                   |
| 8   | Francia     |                                   |
| 9   | Turchia     |                                   |
| 10  | Ucraina     |                                   |
| 11  | Grecia      |                                   |
| 12  | Slovacchia  |                                   |

## Premi individuali
| Premio                | Nome                | Squadra   |
| --------------------- | ------------------- | --------- |
| MVP                   | Filip John          | Germania  |
| Miglior palleggiatore | Leonardo Ferrato    | Italia    |
| Miglior opposto       | Filip John          | Germania  |
| Miglior schiacciatore | Matouš Drahanovský  | Rep. Ceca |
| Miglior schiacciatore | Tommaso Stefani     | Italia    |
| Miglior centrale      | Radek Baláž         | Rep. Ceca |
| Miglior centrale      | Maximilian Kersting | Germania  |
| Miglior libero        | Il'ja Fedorov       | Russia    |